# Chamaesphecia schizoceriformis
Chamaesphecia schizoceriformis is een vlinder uit de familie wespvlinders (Sesiidae), onderfamilie Sesiinae.
De wetenschappelijke naam van de soort is voor het eerst geldig gepubliceerd door Kolenati in 1846. De soort komt voor in het Palearctisch gebied.